# روبرت هيرمانسن
روبرت هيرمانسن (بالنرويجية البوكمول: Robert Hermansen)‏ هو شخصية أعمال نرويجي، ولد في 26 فبراير 1939 في Botne ‏ في النرويج.